# Beat Züsli
Beat Züsli (* 8. Juni 1963 in Beckenried, Nidwalden) ist ein Schweizer Politiker (SP). Er amtiert seit 2016 als Stadtpräsident von Luzern.

## Politik
Züsli wurde am 1. Mai 2016 in den Luzerner Stadtrat und am 5. Juni 2016 zum Stadtpräsidenten gewählt. Am 30. März 2020 wurde er für eine weitere Legislatur von vier Jahren wiedergewählt. Bei den Wahlen vom 28. April 2024 kandidiert er erneut. Von 2015 bis Juni 2016 war Züsli Mitglied des Luzerner Kantonsrats, zuvor sass er von 1998 bis 2009 im Grossen Stadtrat. Er engagiert sich auf kantonaler und nationaler Ebene in Mieterverbänden, so z. B. als Vorstandsmitglied des Schweizerischen Mieterinnen- und Mieterverbands.

## Leben
Der gebürtige Nidwaldner absolvierte nach einer Lehre als Hochbauzeichner ein Architekturstudium und bildete sich zum Energie-Ingenieur weiter. Er hat einen Sohn aus erster Ehe und lebt mit seiner Partnerin in Luzern.